# Juan Carlos Rosero
Juan Carlos Rosero García (Tumbaco, Pichincha, 28 de noviembre de 1962 - Tulcán, Carchi, 23 de enero de 2013) fue un ciclista ecuatoriano de ruta, profesional entre 1987 y 1988.

## Trayectoria
Rosero fue el primer ciclista ecuatoriano en competir en Europa, igualmente representó a su país en los Juegos Olímpicos de Barcelona 1992 en la prueba de ruta ocupando la posición 43.
En 1992 ganó la Clásica de Boyacá prueba en la que tradicionalmente se han enfrentado los mejores escaladores colombianos, en un hecho del cual se dijo que Rosero "profanó el templo del ciclismo colombiano".
En 1993 se convirtió en el primer ciclista ecuatoriano en ganar un etapa en la Vuelta a Colombia.
Rosero se convirtió en entrenador de ciclismo y es muy recordado por ser mentor del ciclista Richard Carapaz, quién en 2019 se convertiría en el primer ciclista de su país en ganar el Giro de Italia, subcampeón en La Vuelta de España en 2020, tercer lugar en el Tour de Francia 2021 y oro en ciclismo de ruta en los Juegos Olímpicos Tokio 2020 que se desarrollaron en julio de 2021 debido a la pandemia de Covid-19.

## Palmarés
1986
- Vuelta al Ecuador

1987
- Vuelta a Mendoza

1989
- Vuelta al Ecuador

1992
- Clásica de Boyacá,[4] más 1 etapa
- Vuelta al Ecuador
- 2º en el Campeonato Panamericano en Ruta

1993
- 1 etapa de la Vuelta a Colombia

## Equipos
- Pepsi Cola-Alba Cucine (Italia)  (1987.02-03)
- Pony Malta-Avianca (1992-1993)
- Postobón (1995.01-03)